# Municipio de Madison (condado de Morgan)
El municipio de Madison (en inglés, Madison Township) es un municipio del condado de Morgan, Indiana, Estados Unidos. Según el censo de 2020, tiene una población de 10 191 habitantes.

## Geografía
Está ubicado en las coordenadas 39°35′11″N 86°17′53″O / 39.58639, -86.29806. Según la Oficina del Censo de los Estados Unidos, tiene una superficie total de 72 km², de la cual 71 km² corresponden a tierra firme y 1 km² es agua.

## Demografía
Según el censo de 2020, hay 10 191 personas residiendo en la zona. La densidad de población es de 144 hab./km². El 92.7% de los habitantes son blancos, el 1.2% son afroamericanos, el 0.3% son amerindios, el 0.3% son asiáticos, el 0.7% son de otras razas y el 4.8% son de una mezcla de razas. Del total de la población, el 2.5% son hispanos o latinos de cualquier raza.